# Jean Rollin
Jean Rollin, (Neuilly-sur-Seine, Altos del Sena, Francia, 3 de noviembre de 1938 - 15 de diciembre de 2010) fue un director, actor, guionista y novelista, conocido por su trabajo dentro del cine fantastique (fantástico) como el film de vampiros Le Viol du Vampire (1968) y la primera película gore francesa Les Raisins de la Mort (1978). Su obra es identificada por una cinematografía exquisita y mayoritariamente estática, narrativa poco convencional y diálogos poéticos, surrealismo y el recurrente uso de personajes femeninos protagónicos bien construidos. Simbología extravagante y abstracta fueron sus sellos particulares durante toda su carrera de 'fantasía oscura'. Fue el primer director en reconocer las capacidades actorales de la actriz pornográfica Brigitte Lahaie, quién apareció en múltiples roles de sus películas después de Les Raisins de la Mort. Muy a pesar de los aparentes altos valores de producción, sus películas fueron realizadas con muy poco dinero y regularmente bajo plazos de tiempo breves. En Les Paumées du Petit Matin (o, The Escapees), por ejemplo, fue contratado para terminar la película en menos de un mes.

## Biografía
Fue uno de los primeros directores franceses en realizar películas de vampiros, sin duda el género que más ha explotado, con obras como: La reina de las vampiras (1968), Desnuda entre las tumbas (1969), Le frisson des vampires (1970), Réquiem por un vampiro (1972) o El castillo de las vampiras (1979).También fueron notables sus incursiones en el cine fantástico e incluso la pornografía.
Sus películas contienen claras influencias del surrealismo y el expresionismo alemán.
Aunque su época dorada fueron los años 70 y mucha gente lo desconoce; todavía es considerado un director de culto entre algunos círculos. Actualmente la mayoría de sus películas han sido o están siendo editadas en DVD y Bluray por la compañía Kino, lo cual hace posible que su cine, apenas emitido en salas o en televisión, sea accesible a la mayoría.